# 奈良市鴻ノ池運動公園
鴻ノ池運動公園（こうのいけ うんどうこうえん）は、奈良県奈良市法蓮佐保山にある奈良市が設置した都市公園（運動公園）である。公園内の施設のうち、体育関係施設（陸上競技場・球場・コート・中央体育館・中央第二体育館他）は指定管理者として、ミズノスポーツ株式会社、一般財団法人奈良市総合財団、グリーンシステム株式会社の3社が提携し、「奈良市スポーツまちづくり推進パートナーズ」（指定期間・2020年4月1日～2025年3月31日）として管理運営している。ただし、武道関係施設（中央武道場・中央第二武道場・弓道場・相撲場）は、奈良市総合財団が単独で管理運営している。
近接地には、奈良公園がある。

## 施設命名権
奈良市は鴻ノ池運動公園の命名権を募集し、2016年10月1日から、公園全体の名称を命名権のスポンサー名を入れたものを通称としている。
- 2016年10月1日～2021年3月31日　奈良電力　公園名・「奈良電力鴻ノ池パーク」 契約金・年間1000万円（初年度のみ500万円　消費税込み）[2]
- 2021年4月1日～2026年3月31日　ロート製薬　公園名・「ロート奈良鴻ノ池パーク」　契約金・年間1050万円（消費税込み）[3]

なお命名権は、公園全体のほか、下記に示す各施設の個別の名称にも使用できるとしている。

## 公園内の施設
カッコ内は命名権適用後の名称。太字は2021年4月現在の通称。
- 奈良市鴻ノ池陸上競技場・補助競技場・投てき練習場・多目的広場・ウォーキングコース（ならでんフィールド→ロートフィールド奈良　補助競技場・投てき練習場・多目的広場・ウォーキングコースは命名権対象外）
- 奈良市鴻ノ池球場（ならでんスタジアム→ロートスタジアム奈良）
- 奈良市中央体育館・中央第二体育館（ならでんアリーナ・ならでん第二アリーナ→ロートアリーナ奈良・ロート第二アリーナ奈良）
- 奈良市中央武道場・中央第二武道場（ならでん武道場・ならでん第二武道場→ロート奈良武道場・ロート奈良第二武道場）
- 奈良市弓道場（ならでん弓道場→ロート奈良弓道場）
- 奈良市鴻ノ池相撲場（ならでん相撲場→ロート奈良相撲場）
- 奈良市鴻ノ池コート（ならでんコート→ロート奈良テニスコート）

## 交通アクセス
- 近鉄奈良線、近鉄京都線・近鉄奈良駅、または西日本旅客鉄道大和路線、万葉まほろば線、奈良線・奈良駅から奈良交通路線バス「加茂駅行き」、「高の原駅行き」、「南加茂台5丁目行き」、「平城山駅東口行き」のいずれかの路線にのり、「鴻池」、ないしは「市営球場」のバス停下車